# Swartzia roraimae
Swartzia roraimae är en ärtväxtart som beskrevs av Noel Yvri Sandwith. Swartzia roraimae ingår i släktet Swartzia och familjen ärtväxter. Inga underarter finns listade i Catalogue of Life.